# Castelo Branco (Vila Franca do Campo)

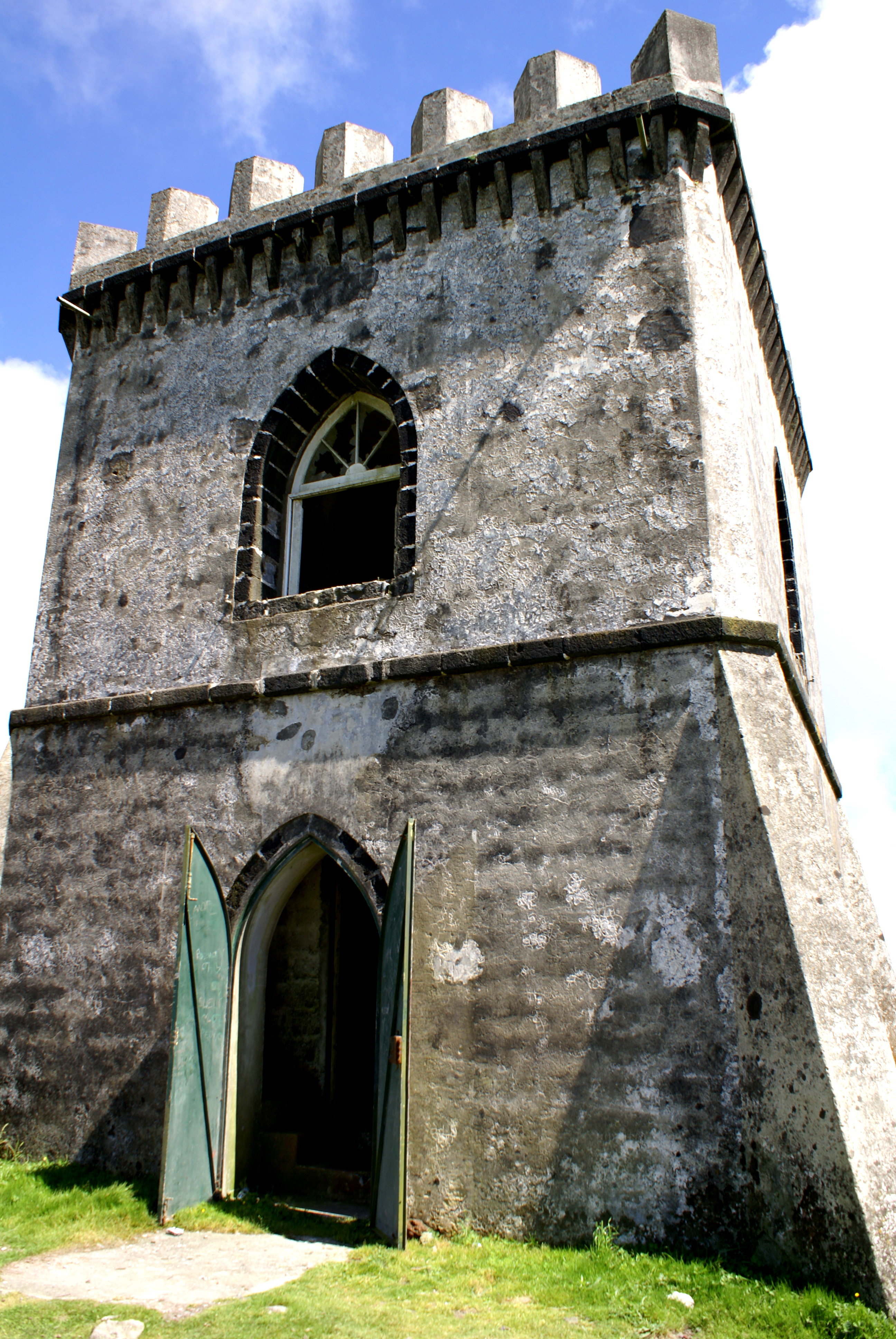
Castelo Branco.

O chamado Castelo Branco localiza-se na freguesia de Ponta Garça, no concelho de Vila Franca do Campo, na ilha de São Miguel, nos Açores. É acedido a partir da Estrada Regional entre Vila Franca do Campo e Furnas.

## História
Foi erguida em época indeterminada por particulares. Em posição dominante no topo de uma elevação, teria a função de controle dos terrenos adjacentes por parte dos seus antigos senhores.
Atualmente é utilizado como miradouro ("Miradouro do Castelo Branco"), de onde os visitantes podem descortinar uma ampla paisagem com destaque para o vale e a Lagoa das Furnas de um lado e a Vila Franca do Campo de outro.

## Características
Trata-se de uma torre de pequenas dimensões, com o formato de uma "Domus Fortis" medieval. Divide-se internamente em dois pavimentos e é coroada por ameias.